# De officiis ministrorum
De officiis o (De officiis ministrorum) è un trattato scritto in latino da Ambrogio attorno al 390 (si discute ancora sulla datazione precisa) con l'intento di fornire un punto di riferimento etico e morale per il clero e per tutti i cristiani. Il vescovo compose l'opera in un momento molto delicato per Milano e per la Chiesa, in cui si sentiva l'esigenza impellente di un'azione adeguata da parte di quest'ultima. L'Impero romano, infatti, si trovava nel mezzo di una crisi religiosa innescata dall'arianesimo e dai pagani, e al contempo doveva affrontare continui saccheggi e invasioni barbariche. In questo clima d'incertezza, il compito che si prefissò Ambrogio era quello di creare un'opera che potesse contribuire a formare una nuova classe di sacerdoti in vista del nuovo mondo socioculturale che si stava venendo a creare.
Il titolo è un evidente richiamo al De officiis di Cicerone, da cui Ambrogio prende spunto per i temi e per la struttura complessiva del libro (la divisione della materia in tre libri). Fra i due testi ci sono continui rimandi, e talvolta contrasti, che svelano il tentativo di Ambrogio di attuare un processo di cristianizzazione della fonte pagana.

## Contenuto
Il libro è una raccolta di istruzioni pratiche e norme comportamentali per la vita cristiana, utili a tutti ma in particolar modo ai membri del clero. I temi affrontati nel De officiis ambrosiano tendono a non seguire un ordine preciso e spesso vengono ripresi più volte all'interno della trattazione, sia nello stesso libro sia in libri diversi. I libri, inoltre, non dividono la materia in parti eque, in quanto il primo libro (50 capitoli) è molto più esteso degli altri due (rispettivamente 30 e 22 capitoli).
Considerando dunque le modalità con cui Ambrogio ha organizzato la materia, si è scelto di illustrare i contenuti seguendo un ordine tematico.

### Libro primo

#### Introduzione
Ambrogio apre il libro dichiarando quale sia il suo intento: insegnare. Ogni vescovo, infatti, ha il compito di insegnare ai membri del suo clero come se fossero i suoi figli. Il caso del vescovo di Milano poi è eccezionale, come spiega l'autore stesso: “strappato dai tribunali e dalla magistratura ed eletto all'episcopato, ho cominciato a insegnarvi ciò che io stesso non avevo imparato. […] Devo dunque contemporaneamente imparare e insegnare, perché prima d'ora mi è mancato il tempo per insegnare”. È quindi con una modesta e sincera captatio benevolentiae che inizia l'opera.

#### Il silenzio
La prima cosa da imparare è il tacere, così da evitare vari pericoli. La capacità di restare in silenzio è, per l'appunto, un tema che sta molto a cuore all'autore e che verrà ripreso più volte all'interno del De officiis.
Il saper tacere è più difficile del parlare, e anche per questo il silenzio è un'abilità sviluppata dai santi. Il silenzio, poi, non dev'essere inerte né perpetuo, ma deve essere attivo e utile a non compiere un peccato. Soprattutto, è importante scegliere il silenzio nei momenti in cui si rischia di cedere all'ira, per non ricambiare l'offesa ricevuta con un'altra offesa: se si risponde a un'ingiuria, infatti, si diventa simili al peccatore che ha arrecato per primo l'offesa. Il nemico visibile, inoltre, non soltanto è chi ci istiga a parlare, ma anche chi ci spinge alla fiacchezza o alla voluttuosità; l'arma contro di lui rimane il silenzio: “queste sono le armi del giusto per vincere ritirandosi”. A questo proposito il vescovo, rivolgendosi ai suoi discepoli, dice di aver tratto l'ispirazione per un'opera sui doveri dal salmo XXXVIII e dal De officiis ciceroniano. Proprio come Cicerone nel suo scritto si rivolgeva a suo figlio per dargli degli insegnamenti, così Ambrogio dice di voler educare i suoi figli spirituali, ossia il clero.

#### Il dovere, l'onesto e l'utile
Il dovere è tale se nasce dall'onesto, dall'utile e dal loro confronto, come aveva detto in precedenza Cicerone. La differenza, però, sta nel fatto che per i cristiani l'onesto e l'utile sono tali solo se giovano all'ottenimento della grazia e, quindi, della vita eterna. In ciò consiste la sostanziale differenza rispetto agli antichi ed è il motivo per il quale questo trattato, secondo Ambrogio, è opportuno ed utile al clero. A questo punto, c'è un primo accenno al concetto ciceroniano di decorum (trattato in seguito in maniera più approfondita), tradotto da Gabriele Banterle con “convenienza”; anche questo è un concetto che appare più volte nelle Sacre Scritture e perciò per l'autore risulta utile parlarne.
I doveri, poi, vengono distinti in doveri medi o perfetti; i primi corrispondono ai comandamenti, i secondi ai consigli del Vangelo; a questo proposito l'autore esorta a praticare la misericordia.

#### La modestia
Secondo l'autore, la modestia è una grandissima virtù, che si può manifestare tanto nel discorso ponderato quanto nel prudente silenzio. La modestia si accompagna poi alla pudicizia e la castità, e rende le nostre preghiere migliori. Deve essere conservata nei gesti, nel modo di camminare e nel portamento, perché da essi si deduce la virtù della mente, e la si deve mantenere anche nel coprirsi adeguatamente il corpo.
Nella vita dell'uomo, però, sono molti i pericoli che la modestia può incontrare e perciò il vescovo raccomanda di proteggerla, evitando la compagnia dei dissoluti, le relazioni con le donne e dedicandosi invece ai giusti studi.

#### I pericoli dell'ira
Ambrogio dà istruzioni su come gestire al meglio l'ira. Innanzitutto, è necessario abituare la tranquillità di carattere mediante l'esercizio, finché essa non risulti qualcosa di naturale. Per quanto possibile, dunque, il consiglio è quello di prevenire i moti d'ira prima che insorgano.
In secondo luogo, se non è possibile resistere all'ira, bisogna cedere, ma con bontà e pazienza.
Infine, se l'ira sopraggiunge e offusca la mente all'improvviso, si deve almeno mantenere il silenzio, per evitare di peccare sulla scia delle emozioni.
L'autore poi fa un'osservazione sulle manifestazioni dell'ira nei fanciulli. Nel loro caso l'ira lascia presto spazio alla pace perché in essi non c'è la malizia né l'inganno. Il consiglio, dunque, è di comportarsi come un fanciullo, di non serbare rancore e di non essere subdoli.
In seguito, nel capitolo 48 si torna su questo argomento e sono illustrati i tre tipi di persone che vengono offese nelle Sacre Scritture. I primi sono i deboli (come Ambrogio stesso ammette di essere talvolta), che davanti a un'ingiuria non sanno trattenersi e rispondono, ricambiando l'oltraggio allo stesso modo in cui l'hanno ricevuto. I secondi a venire offesi, invece, sono quelli che si trovano sulla via della perfezione, e sebbene non siano ancora perfetti, sono in grado di non rispondere. Infine, ci sono i perfetti che benedicono colui che li ha ingiuriati e non serbano alcun rancore.

#### Ildecorum, i pensieri e gli appetiti
I pensieri e gli appetiti sono le due categorie in cui si dividono gli impulsi umani. I primi hanno il compito di cercare il vero e sono calmi per natura, i secondi, invece, spingono a compiere un'azione e ad agire. Per conservare il decorum è necessario “fare in modo da accogliere nell'animo nostro pensieri onesti e da piegare gli appetiti alla ragione”.
Per esempio, bisogna impegnarsi a mantenere un linguaggio dignitoso quando si parla. Nel caso degli ecclesiastici, ad esempio, i motti di spirito sono sconvenienti, non rispettano il decorum, e perciò devono essere banditi.
Nel capitolo 45, poi, si torna a parlare del decorum (il conveniente) e del suo rapporto con l'onesto: “il quale (il decorum) è così unito all'onesto che non può esserne separato, poiché ciò che è conveniente è onesto e ciò che è onesto è conveniente, sicché è più facile distinguere a parole che operare divisioni nella virtù stessa”. Ambrogio cerca allora di chiarire meglio il significato delle sue parole facendo l'esempio di una persona avvenente: l'onesta è come la buona salute, il conveniente o decorum, invece, è la bellezza. Quest'ultima sembrerebbe superiore alla prima, ma non potrebbe esistere né stare separata dalla prima. Così, in un certo senso l'onestà comprende e dà origine al decorum.

#### Le quattro virtù
Prudenza, giustizia, fortezza e temperanza sono nel libro strettamente intrecciate tra loro e concorrono allo svolgimento dei doveri.
La prima virtù che viene trattata è la prudenza, presentata dall'autore come la virtù propria di Abramo (anche se in seguito l'episodio biblico che lo riguarda verrà utilizzato per esemplificare al meglio le quattro virtù assieme). La prudenza viene definita come “la prima fonte del dovere" ma anche di tutte le altre virtù, che non possono aver fondamento senza di lei.
La giustizia, poi, assieme alla beneficenza (analizzata più approfonditamente nel capitolo 30) costituisce il fondamento delle società, ma a differenza di quest'ultima, la giustizia è più elevata e severa. Ambrogio sottolinea che il concetto di giustizia dei cristiani è diverso da quello pagano, in quanto gli antichi accostavano alla giustizia anche la vendetta e la proprietà privata (cose non ammesse nella visione cristiana). Il lettore poi viene avvertito del fatto che la giustizia è spesso ostacolata dall'avarizia e dalla brama di potere, e che bisogna usare la giustizia anche nei confronti dei nemici, sia in battaglia sia in pace.
In seguito, viene analizzata la terza virtù, la fortezza, descritta come “una virtù più sublime di tutte le altre, ma che non è mai da sola". Ci sono due tipi di fortezza; quella riguardante la guerra (grazie alla quale trovarono la gloria vari personaggi biblici) e quella ordinaria. In entrambi i casi, è indispensabile che la fortezza si accompagni alla giustizia, altrimenti si corre il rischio di commettere un peccato. Nel caso della guerra, ad esempio, prima di intraprendere un'azione bellica si deve valutare se essa sia giusta oppure no.
Si può ottenere la gloria della fortezza, poi, anche per mezzo della virtù dell'animo. Per fare ciò, non bisogna ricercare ricchezze e piaceri terreni, né ritenerli qualcosa di importante, ma è necessario predisporre la mente a seguire l'onestà e il decoro. In questo modo, qualsiasi cosa succeda, non verrà avvertita da chi si è già staccato dalle contingenze terrene; devono fare ciò soprattutto agli appartenenti al clero.
La fortezza, poi, ricorre alla diligenza per rinforzare l'animo e all'ingegno per provare a immaginare cosa potrebbe accadere, per non farsi cogliere impreparati dalle avversità. Infatti, “è proprio dell'uomo forte non nascondersi i pericoli che lo minacciano, ma stare in guardia e […] prevenire con previdente riflessione le cose future". Da questa serie di riflessioni, l'autore evince il fatto che la fortezza è la virtù che ha il compito di combattere tutti i vizi e, oltre a citare vari personaggi biblici che si sono distinti per la fortezza in battaglia, si parla anche dei martiri come esempio di uomini che hanno mantenuto l'animo forte di fronte alle avversità.
Infine, si giunge alla trattazione dell'ultima virtù, la temperanza, “nella quale si considerano e si ricercano soprattutto la tranquillità dell'animo, l'amore alla mansuetudine, la grazia della moderazione, la cura dell'onestà, la stima per il decoro". Per fare ciò, è necessario vivere con modestia e scegliere con cura le nostre frequentazioni, prediligendo la compagnia degli anziani (tema che verrà poi ripreso nel capitolo 20 del secondo libro), in quanto essi sono in grado di offrire consigli e indicazioni di vita. Inoltre, ogni azione deve risultare conveniente e adatta alle varie situazioni, età e caratteri.
Le quattro le virtù e le loro corrispettive definizioni verranno trattate di nuovo nel capitolo nono del secondo libro, in maniera molto più immediata e sintetica, dichiarando inoltre che la loro netta distinzione viene mantenuta più che altro per convezione e “in omaggio all'opinione comune”.

#### La beneficenza
La beneficenza è divisa in due parti, in benevolenza e liberalità; solo quando le possiede entrambe, la beneficenza è perfetta. Per fare beneficenza, in altre parole, bisogna volere e fare del bene. Inoltre, secondo l'autore, non si può dare ad alcuni prendendo da altri, né offrire ad altri con l'inganno; bisogna donare per misericordia, non per ostentazione. La beneficenza si esercita innanzitutto verso gli altri fedeli e con quelli che effettivamente la meritano.
Se poi qualcuno ha donato in precedenza qualcosa, è doveroso che chi ha ricevuto il beneficio lo restituisca in misura molto maggiore, seguendo l'esempio della terra che ci dona più frutti di quanti ne riceva. A questo proposito, Ambrogio spiega che ci sono vari modi per ricambiare il favore. Si può restituire il beneficio con la stessa modalità con cui l'abbiamo ricevuto o con l'affetto e la benevolenza; insomma, “la propria riconoscenza si dimostra con ciò che si ha". Nello specifico, viene detto che la benevolenza è superiore alla liberalità, perché contiene più ricchezza morale e in quanto dona e avvantaggia molti senza nessuna perdita da parte sua. La benevolenza è alla base delle giuste relazioni interpersonali. “Togli dalle consuetudini degli uomini la benevolenza: sarà come se togliessi dal mondo il sole, perché senza di essa non possono sussistere i rapporti umani".
Si sottolinea, inoltre, come l'appartenenza alla stessa Chiesa e la fede comune rinvigoriscano la benevolenza, la quale, a sua volta, crea all'interno della comunità religiosa dei legami spirituali al pari di quelli familiari.

#### Conclusione
L'invito finale è quello di mantenere dentro di sé l'immagine della virtù e di cancellare quella dei vizi, in modo da non attirare il diavolo, riflettendo sull'inutilità della vanità e dell'avarizia.
Viene poi detto che anche i pagani avevano già individuato le stesse virtù che sono state elencate in precedenza, ma che avevano sbagliato perché le avevano sottomesse all'ordine sociale preesistente. Per non fare lo stesso errore, Ambrogio esorta innanzitutto a votare la propria mente a Dio e poi dedicarsi ai propri doveri, come ad esempio soccorrere gli altri e custodire ciò che è stato affidato da un altro.

### Libro secondo

#### Introduzione
Il libro si apre con un elogio dedicato all'importanza dell'onestà, fondamentale per raggiungere la vita felice. La vita è veramente felice se viene giudicata tale in autonomia da ciascuno, e non dai giudizi altrui.
A questo proposito, vengono elencate le definizioni del concetto di felicità che erano proprie delle diverse filosofie pagane, a cui viene contrapposta quella delle Sacre Scritture. Nelle Scritture, infatti, la felicità è data dalla virtù, dall'innocenza e dalla conoscenza, perciò la prosperità o le avversità contingenti non le aggiungono né tolgono niente. “Nulla è così felice come ciò che è alieno dal peccato, pieno d'innocenza, ricolmo della grazia di Dio". A sostegno di questa tesi, nell'opera si trova una serie di esempi biblici per dimostrare che anche nel dolore può esserci la felicità così com'è intesa dai cristiani. In altre parole, tutti quelli che sono considerati mali nella vita terrena, come la povertà, la fame e il dolore, secondo Ambrogio sono in realtà un aiuto per raggiungere la felicità nella vita eterna; viceversa, quelli che sono comunemente ritenuti beni sulla Terra, come le ricchezze e la mancanza di dolore, ostacolano il raggiungimento della vera felicità.

#### L'utile
Ambrogio esordisce dicendo: “noi stimiamo l'utilità […] in rapporto all'acquisto della pietà”. L'utile descritto nelle Sacre Scritture è onesto e giusto, e non ha alcun legame con l'avidità del denaro, bensì “il suo guadagno è la pietà e accontentarsi di ciò che basta". Si passa quindi ad analizzare nel dettaglio l'utilità: la cosa più utile è essere amati e ciò si ottiene comportandosi bene con gli altri, amandoli e mostrando riconoscenza per l'affetto ricevuto. Il vescovo, allora, illustra quale siano i mezzi a disposizione dell'uomo per essere amato e, di conseguenza, per conseguire l'utile.

#### Il saper consigliare, la prudenza e la giustizia
Per essere amati, secondo il vescovo, risulta necessario saper dare consigli degni, basati sulla giustizia e la prudenza “perché la giustizia esclude ogni timore d'inganno e la prudenza ogni sospetto di errore". Per dare consigli davvero utili e apprezzati da tutti, bisogna dunque unire queste due virtù.

#### La liberalità
Un altro modo per conquistare l'amore degli altri è la liberalità praticata in maniera corretta. A questo proposito vengono elencate le varie forme di liberalità che si possono mettere concretamente in atto con i poveri, gli affamati, i prigionieri e le giovani orfane, soprattutto nel caso in cui un uomo faccia parte del clero. Mantenendo poi la falsariga del primo libro, Ambrogio parla di liberalità materiale, che consiste nel denaro, e di liberalità delle opere, che spesso si rivela essere la più preziosa. Infatti, mentre il denaro prima o poi finisce, le opere e i consigli restano; per questo, l'autore esorta a praticare soprattutto quest'ultimo tipo di liberalità. Rivolgendosi allora direttamente ai sacerdoti, suggerisce loro alcune indicazioni su come mantenere la giusta misura nella liberalità e su come gestire al meglio l'elemosina, cercando di evitare di darla a chi non la merita e di darne di più a chi invece ne ha realmente bisogno.

#### Aiutare gli altri
È ricordata dal vescovo l'importanza di prestare soccorso in maniera disinteressata ai poveri, ai prigionieri, ai forestieri, senza però essere eccessivamente prodighi. Infatti, “è prodigalità consumare le proprie sostanze per conquistare il favore del popolo […] persino nelle opere buone è conveniente conservare la misura”. Mantenendo la misura nel donare, si è in grado di donare a più poveri e si evita il rischio di cadere nell'ambizione della popolarità e della vanagloria; queste raccomandazioni sono indirizzate in particolare ai sacerdoti, che hanno una maggiore responsabilità nel praticare la corretta liberalità.

#### Indicazioni per i sacerdoti
Per prima cosa si deve aspirare ad una carica, in particolar modo se si tratta di una ecclesiastica, con onestà e senza arroganza. Bisogna, poi, adempiere ai propri doveri mantenendo il giusto equilibrio tra indulgenza e severità (come era stato detto precedentemente riguardo ai consigli). Si deve essere affabili agli occhi altri, e in particolare il vescovo deve favorire gli altri membri della Chiesa secondo giustizia, come farebbe coi propri familiari. Sempre rivolgendosi a un ipotetico vescovo, l'autore gli raccomanda di non essere mai invidioso se un altro sacerdote accresce la propria fama. D'altra parte, è bene che i sacerdoti si preoccupino di essere riconoscenti nei confronti del vescovo e di obbedirgli, senza cercare di mettersi in mostra.
A tutti, poi, viene raccomandato di mantenere la giustizia all'interno della Chiesa, senza fare favoritismi né perseguire gli innocenti e di aiutare i poveri anziché i ricchi. I primi, infatti, saranno grati, mentre i secondi si sentiranno in debito o crederanno che sia stato dato loro ciò che era dovuto.
Vengono in seguito ricordati i pericoli e i danni recati dall'avarizia con una lunga serie di rimandi biblici, esortando i vescovi a disprezzare il denaro. A questo punto della narrazione, Ambrogio decide di inserire un avvenimento biografico per dimostrare quanto sia importante esercitare la misericordia, anche correndo il rischio di scontentare qualcuno: si tratta del momento in cui spezzò i vasi sacri per riscattare alcuni prigionieri caduti nelle mani dei barbari dopo la sconfitta di Adrianopoli, cosa che non piacque agli Ariani. Sempre tratto dalla sua esperienza personale, è il passo di poco successivo in cui il vescovo di Milano racconta dei suoi sforzi per salvare il deposito di una vedova.

#### Conclusione
L'ultimo capitolo del libro è dedicato a una serie di raccomandazioni che l'autore rivolge ai suoi figli spirituali per tirare le somme di ciò che aveva scritto in precedenza: evitare i disonesti e gli invidiosi, riflettere e agire secondo giustizia, restare fedeli, mantenere la pace e amarsi l'uno con l'altro.

### Libro Terzo

#### Introduzione
L'ultimo libro si apre con una serie di esempi biblici atti a dimostrare che la persona giusta non è mai veramente inattiva né sola, perché è sempre con Dio. Vengono poi brevemente ripresi i concetti dell'utile e dell'onesto (che di fatto sono una cosa sola) e dei doveri perfetti e medi, incitando a cercare il vantaggio altrui piuttosto che il proprio, sia che si tratti di onore sia di popolarità o gloria.

#### Cercare l'utile altrui
Risulta necessario, quindi, cercare con ogni mezzo ciò che è utile a molti. Nello spiegare ciò, si fa appello al concetto di umanità, intesa come virtù che caratterizza l'uomo e che lo porta ad aiutare i suoi simili.
Adottando una visione organica della realtà, il vescovo spiega che, come tutte le parti del corpo sono necessarie al suo funzionamento, così tutti gli uomini sono indispensabili per la Chiesa; così accade che, qualora uno faccia un danno a un altro, il danno si ripercuota all'interno di tutta la Chiesa. Per questo motivo, risulta contro natura nuocere a un altro e, anche se si pensa di ricavarne un vantaggio, il danno sarà più grande del compenso sperato; non si deve sottovalutare, infatti, la ferita nella coscienza. “Dev'essere dunque convinzione generale che l'utilità dei singoli è uguale a quella di tutti gli uomini messi insieme e che nulla si deve giudicare utile se non ciò che giova a tutti".

#### Indicazioni per i sacerdoti
Anche in questo libro sono presenti pratici consigli per la vita quotidiana dei sacerdoti. Si consiglia al sacerdote di non immischiarsi nelle cause di denaro né in quelle capitali, poiché in questi casi è difficile, se non addirittura impossibile, rispettare il principio di non nuocere a nessuno. Il sacerdote, poi, anche nel caso sia stato ingiustamente offeso, deve guardarsi dal recare danno a qualcuno e, anzi, deve perdonarlo.
Come monito viene aggiunta una digressione sulle frodi e sui comportamenti disonesti, avvalorata dall'inserimento di svariati passi presenti nelle Sacre Scritture.

#### Conclusione
Nella parte finale del libro viene ripreso il tema dell'onestà, sempre corredato da numerosi racconti tratti dalle Sacre Scritture. Ad essa si lega l'amicizia, che è più lodevole delle ricchezze terrene e che segue sempre l'onestà. È infatti importante per l'autore non mettere in secondo piano l'onestà in nome di un sentimento di amicizia. In altre parole, non bisogna smettere di essere onesti, né evitare correggere un amico che è in torto, così come non si deve lasciare un amico innocente; è importante preservare l'amicizia, cercando di non cambiare in continuazione gli amici come fanno i giovani. Bisogna confidarsi con l'amico, rispettarlo, aiutarlo e consigliarlo perché “l'amicizia è un aiuto per la vita".
Vengono dunque dati alcuni consigli per mantenere e rinsaldare l'amicizia, definita una virtù che nasce dalla simpatia e che accomuna gli uomini agli angeli. Il modello dell'amicizia lo ha fornito Dio, per questo è gravissimo tradire un amico; inoltre, tradire un amico è come tradire se stessi “perché hai tradito chi era un'anima sola con te”. Con l'elogio dell'amicizia, Ambrogio conclude il De officiis.

## Rapporto con Cicerone
Ambrogio prende chiaramente ispirazione da Cicerone, ma non bisogna pensare al De officiis ambrosiano come ad una semplice traduzione del lavoro ciceroniano né come ad un confronto sistematico con l'opera precedente. Ambrogio all'interno della trattazione seleziona gli elementi ciceroniani che possono essere utili al suo intento e li reinterpreta, cercando di attenersi alla fonte e al contempo di cristianizzarla, in modo da evitare malintesi pericolosi. Cicerone, infatti, nel suo De officiis si occupò di rielaborare in maniera personale la filosofia stoica; il rischio per Ambrogio era quello che “l'influenza stoica […] finisse col nuocere alla sua originalità cristiana".
Per l'autore, dunque, non era facile confrontarsi con Cicerone né sul piano meramente artistico né su quello dei contenuti. Doveva, in altre parole, reggere il confronto con l'autore classico e trovare il modo di inserire la Bibbia nella struttura dell'opera ciceroniana.
Ambrogio mantiene inalterati rispetto all'opera ciceroniana il titolo, i temi e la divisione dell'opera in tre libri, il primo dedicato all'honestum, il secondo all'utile e infine il terzo al confronto dei due, con l'idea di sostituire il trattato pagano con una discussione sui doveri più confacente all'etica cristiana. Per fare ciò, lo scrittore inserisce esempi tratti dalle Sacre Scritture al posto di quelli legati alla classicità e aggiunge all'elenco dei temi virtù tipicamente cristiane come l'umiltà e la castità.
L'autore, inoltre, decide di utilizzare la terminologia classica e giustifica la sua scelta sostenendo che la si possa rintracciare anche all'interno della Bibbia. La sovrapposizione di elementi ciceroniani e biblici, però, non ha sempre l'effetto sperato dallo scrittore; molti concetti tratti dalla Bibbia, infatti, solo apparentemente sono equivalenti ai corrispettivi latini che usò Cicerone. Ambrogio, infatti, presumibilmente a volte in maniera consapevole e altre volte no, ha associato nuovi significati alle parole antiche, come nel caso delle parole latine fides e gloria, che l'autore, con una certa ambivalenza, associa a concetti tipicamente cristiani. In ogni caso, bisogna riconoscere che l'operazione attuata dal vescovo di Milano ha il merito di aver contribuito a trasportare vocaboli e concetti filosofici nel linguaggio cristiano (impresa tutt'altro che facile), arricchendolo e rendendolo accattivante per il pubblico colto del IV secolo.
Inoltre, è interessante notare come, pur essendosi palesemente ispirato ad un autore classico, Ambrogio non perda l'occasione di denigrare il mondo greco-romano e di riaffermare la superiorità dei cristiani. Non mancano neppure casi in cui l'autore sostiene che gli antichi hanno plagiato le parole dei personaggi biblici, spacciando per propri precetti e insegnamenti che in realtà derivavano da altri. In altre parole, per Ambrogio le (poche) cose vere che avevano detto i pagani all'interno delle loro teorie sono tali perché essi le avevano copiate dalle Scritture. D'altra parte, già altre volte alcuni intellettuali cristiani avevano provato ad assimilare la filosofia greca nel cristianesimo, come Origene e Clemente di Alessandria.
Un altro punto su cui Ambrogio si discosta da Cicerone è la scelta dell'approccio. Cicerone sostiene di poter essere un maestro per suo figlio perché ha già dato un contributo alla società romana traducendo i testi greci in latino e si ritiene perciò in grado di rielaborare a modo suo la filosofia stoica. Ambrogio, invece, vuole istruire i suoi ‘figli' spirituali da una posizione più modesta, come si addice a un cristiano, giudicandosi un allievo delle Sacre Scritture piuttosto che un filosofo.
D'altro canto, sono visibili anche diverse affinità tra i due scrittori: entrambi sono maestri molto pragmatici, con un forte senso della giustizia e sono due uomini che hanno composto ciascuno il proprio De officiis per aiutare gli altri di fronte a grandi cambiamenti sociali.

## Composizione
Le modalità con cui Ambrogio compose il De officiis non sono chiare ed ancora oggi sono oggetto di discussione da parte di diversi esperti. Per molti critici è evidente che l'opera sia stata composta a partire da scritti distanti tanto nel tempo quanto nei generi, quasi al pari di un puzzle.
In passato, la maggior parte degli studiosi riteneva che il De officiis fosse stato a composto, in parte o interamente, a partire da materiali che Ambrogio aveva destinato alla fruizione orale, come le omelie per i membri del clero. Tuttavia, le ipotesi che partono da questo stesso assunto sono diverse e spesso contrastanti.
D'altra parte, secondo diversi studiosi moderni, come Ivor J. Davidson, il De officiis è stato concepito e scritto come un trattato fin dal principio. In ogni caso, il punto più critico e su cui tutt'oggi il dibattito si fa più acceso è l'inizio dell'opera (I, 1, 1-22). In particolare, si ricorda la lunga disputa tra Maurice Testard e Hervé Savon relativamente ai paragrafi I, 1, 5-22 e a quale fosse l'atmosfera religiosa e politica nel momento in cui Ambrogio li compose.
Per quanto riguarda l'autenticità, invece, è indubbio che questa sia un'opera di Ambrogio. Non tutti concordano, invece, sul titolo, se esso sia De officiis o De officiis ministrorum. A complicare le cose, c'è il fatto che l'autore, quando parla della sua opera, non è chiaro se si riferisca al titolo o all'argomento. Testard spiega che l'incertezza è tra il titolo De officiis liber e De officiis ministrorum liber; dato che i manoscritti più antichi riportano solo il primo, e considerando il rapporto che Ambrogio voleva instaurare con il De officiis ciceroniano, è verosimile che il titolo più corto sia anche l'originale. Su questo concorda anche Davidson.

## Stile
Ambrogio nel De officiis ricorre alla lingua delle persone colte del IV secolo, che ammette neologismi cristiani e vocaboli tipicamente letterari. Come ci si aspetta da un manuale, il tono della trattazione rimane per tutto il tempo rigoroso e serio.
Per la maggior parte del testo, lo stile utilizzato da Ambrogio risulta chiaro, anche se non mancano momenti in cui per il lettore risulta difficile cogliere il significato di certe affermazioni particolarmente concise.
L'autore, inoltre, non ha come primo obiettivo quello di formulare una scrittura che sia piacevole per il lettore, bensì, come dice egli stesso nelle ultime righe dell'opera, lo scopo vero del De officiis è essere un libro istruttivo. Questo è anche il motivo per cui gli insegnamenti di Ambrogio sono sempre correlati da un gran numero di esempi, in quanto dovevano essere chiari ed esaustivi nel messaggio educativo che volevano trasmettere.
Spesso risulta evidente all'interno dell'opera una predilezione per le domande retoriche, delle quali l'autore fa un uso abbondante nei momenti più concitati della lettura. Sembrano essere molto apprezzate dallo scrittore anche le similitudini e le metafore, caratterizzate da una grande ricercatezza, e spesso attinenti al mondo naturale o al corpo umano.
Inoltre, quando Ambrogio deve dare indicazioni di comportamento, prima esprime una massima generale e poi descrive con dovizia di particolari come adempiere al dovere in questione, inserendo (come accennato in precedenza) vari esempi tratti dalle Sacre Scritture, ma anche da scenari ipotetici della vita quotidiana o da alcuni avvenimenti dell'esperienza personale dello scrittore. Talvolta, inoltre, dopo aver espresso la massima, l'autore si trova a elencare anche le eventuali eccezioni alla regola, ovvero tutte quelle circostanze per cui, al contrario, la norma generale non dev'essere rispettata.
Un altro elemento che caratterizza spesso i discorsi di Ambrogio è il dualismo: i doveri sono medi e perfetti, la beneficenza è divisa in due parti, così come l'utile, gli impulsi, la liberalità ecc. In questo modo l'autore riesce a mostrare al lettore la complessità della realtà e, al contempo, a restituire una spiegazione più chiara ed esaustiva.